# دان سيفرسون
دان سيفرسون هو ضابط وسياسي أمريكي، ولد في 31 أغسطس 1954 في مورا في الولايات المتحدة. نشط حزبياً في الحزب الجمهوري. وقد انتخب عضو مجلس نواب مينيسوتا ‏.